# 90210 (Fernsehserie)
90210 ist eine US-amerikanische Fernsehserie, die von 2008 bis 2013 für den US-Sender The CW produziert wurde. Sie bildet nach Melrose Place den zweiten Ableger der Serie Beverly Hills, 90210, die in den 1990er-Jahren mit großem Erfolg auf dem Sender Fox lief.

## Handlung
Im Mittelpunkt der Serie steht die Familie Wilson mit den Kindern Annie und Dixon. Die Wilsons ziehen von Kansas nach Beverly Hills, Los Angeles, weil sich der Vater Harry um seine Mutter kümmern will, die ein Alkoholproblem hat. Annie und Dixon gehen auf die fiktive West Beverly Hills High School, an der Harry Direktor wird, was sich für Annie und Dixon als nicht so leicht herausstellt.

### Erste Staffel
Am ersten Schultag trifft Annie ihre Sommerbekanntschaft von vor zwei Jahren, Ethan, wieder – während dieser Oralverkehr praktiziert. In der Schule lernt Annie Naomi, Ethans Freundin, kennen. Sie lädt Annie nach kurzer Bekanntmachung zu ihrem 16. Geburtstag ein. Dass Naomi betrogen wird, kommt ans Licht, als Annie ihrem Bruder von der Angelegenheit erzählt. Als dieser in seinem Lacrosse-Team, in dem auch Ethan spielt, nicht akzeptiert wird, bricht er das Schweigeversprechen, das er gegeben hatte, und benachrichtigt Naomi per SMS. Langsam freundet sich Annie auch mit Erin „Silver“ an, die sich anfangs noch in ihrem Blog über das „Bauernmädchen aus Kansas“ lustig gemacht hat. Dass Annie es beim ersten Vorsingen schon in die Schulmusicalaufführung schaffte, missfällt dem bisherigen Schauspieltalent der Schule, Adrianna. Naomis Mutter konfrontiert Annies Vater mit der Nachricht, dass sie einen gemeinsamen Sohn aus Jugendzeiten haben. Als Naomi sich mit George, einem Teamkameraden von Ethan, einlässt, macht dieser mit ihr Schluss. Annie lernt den reichsten Jungen der Schule, Ty, kennen. Nachdem sie von ihrer Mutter die Erlaubnis für ein Date unter der Woche hat, essen die beiden nicht in Los Angeles, sondern nehmen einen Flug nach San Francisco im Privatjet und kommen später zusammen. Da Annie vergisst, ihrer Großmutter einen PC aus der Reparatur wiederzuholen, macht sich die stets angetrunkene Tabitha selbst auf den Weg und wird in einen Unfall verwickelt. Sie kommt ohne größere Blessuren davon, jedoch erfährt sie, dass ihre Enkelin in San Francisco war.
Weil Adrianna Drogen nimmt, darf sie nicht an der Musicalaufführung teilnehmen, und Annie erhält ihre Rolle. Da Adrianna deswegen sauer ist, schmiedet sie einen Plan, der Ty und Annie trennen soll. Als dieser funktioniert hat, verlieben sich Annie und Ethan, jedoch müssen sie ihre Liebe verheimlichen, da Naomi Annie gebeten hat, nichts mit Ethan anzufangen. Als jedoch Naomi dahinterkommt, schmiedet auch sie einen Racheplan und lädt Annies Exfreund aus Kansas ein, der immer noch Gefühle für sie hat. Annie macht Jason klar, dass sie keine Gefühle mehr für ihn hat und dass sie jetzt mit Ethan zusammen ist. Daraufhin weiht ihn Naomi in ihren Plan ein, den Geburtstag von Annie zu ruinieren. Als sich Annie und Naomi vor dem Haus von Annies Großmutter streiten, taucht plötzlich der zur Adoption freigegebene Sohn, Sean, von Naomis Mutter und Annies Vater auf, der sich jedoch als Betrüger herausstellt. Nachdem Adrianna einen Entzug gemacht hat, erfährt sie, dass sie von Ty schwanger ist, kann das Kind jedoch nicht abtreiben, da sie schon zu weit ist. Navid kümmert sich in dieser Zeit gut um Adrianna, weiß jedoch nicht, dass das Kind von Ty ist. Zwischendurch kommen die beiden auf die Idee zu heiraten. Annie und Ethan trennen sich, worauf sich Naomi und Annie wieder sehr gut verstehen.
Silver muss für die Schule ein Referat halten und beschließt kurzerhand, dieses mit einem Film zu untermalen. Um den Film auszustrahlen, mietet sie sich ein Kino. Es stellt sich heraus, dass es ein Sexfilm von Dixon und ihr ist. Daraufhin trennt sich Dixon von ihr und sie rastet komplett aus. Es stellt sich heraus, dass die Trennung in Silver tiefe Depressionen auslösen und nachdem sie alle Schuld auf ihren Lehrer Matthews schiebt und glaubt, dieser wolle habe sie dazu gebracht, den Film zu machen und sich so vor allen bloßzustellen. Sie dachte sich, der Grund dafür sei die Rache von Matthews für den Eintrag über ihm auf ihren Blog, den sie nach seiner Verweisung der Schule aufgrund der Beziehung zu seiner angeblichen Schülerin verfasste, und indem sie ihn schwer beleidigte. Die Depressionen Silvers erinnern Dixon stark an seine Vergangenheit, da seine leibliche Mutter ebenfalls manisch depressiv ist. Er beschließt zusammen mit Annie zu seiner Mutter zu fahren, um sich bei ihr zu entschuldigen. Doch als sie dort ankommen, traut sich Dixon nicht, zu ihr zu gehen, und bittet Annie, mit ihr zu reden. Sie klärt die ganze Sache aus der Vergangenheit und verspricht Dixon, auch beim nächsten Mal wieder mitzukommen. Silver wird von ihrer Schwester Kelly nach ihrem Aufenthalt in der Depressionsklinik sehr stark bemuttert und darf kaum noch eigene Entscheidungen treffen. Dixon hält allerdings weiterhin zu ihr und bleibt mit ihr zusammen. Sie geht auf eine religiöse Schule, die sie, so schnell es geht, wieder verlässt und auf die West Beverly zurückkehrt.
In die Klasse kommt ein neuer Schüler, Liam. Naomi ist sofort hin und weg von ihm und versucht, sich ihm anzunähern. Er nimmt sie mit zu einem illegalen Straßenrennen, wo ihr bewusst wird, dass er sie auch mag, als er sie vor einem aufdringlichen Mann beschützt. An diesem Abend wird sie von ihm geküsst. Ethan und Liam lernen sich bei einem Projekt im Sommer näher kennen, als Liam ihm vorgibt harte Drogen zu besitzen. Er nimmt ihn mit in den Wald und gibt ihm stattdessen nur Tee, doch Ethan denkt, er sei high. In dieser Nacht schläft Liam mit Naomi im Wald. Nach langem Hin und Her beschließt Liam, sich Naomi komplett anzuvertrauen, und Naomi erzählt alles ihrer Schwester Jen im Vertrauen. Adrianna und Navid wollen das Kind behalten. Seine Eltern wollen sich jedoch nicht darum kümmern, als sie erfahren, dass es nicht von Navid ist. Adrianna kann Navid nicht mehr anlügen und sagt ihm, dass das Kind von Ty sei. Nach einer langen Diskussion und vielem Hin und Her beschließen die beiden doch nicht zu heiraten und das Kind zur Adoption freizugeben.
Der langersehnte Abschlussball ist nah. Naomi und eine Freundin planen eine Party nach dem Ball mit Alkohol, Drogen etc. Harry erfährt von den Plänen und stoppt die Party, bevor sie angefangen hat. Alle Schüler denken Annie hätte ihrem Vater etwas gesagt. Nur ihre Freunde halten zu ihr. Naomi plant die Party in ihrem Haus, sehr zu Ungunsten ihrer Schwester. Auf dem Ball bekommt Adrianna ihre Wehen und geht mit Navid, Naomi und Annies Eltern ins Krankenhaus. Sie bekommt ein Mädchen, das sie anfangs jedoch nicht sehen will. Im Traum begegnet ihr Brenda Walsh, ihre damalige Schauspiellehrerin, und sie beschließt deshalb ihr Kind trotzdem zu sehen. Doch dann kommen die Adoptiveltern und Adrianna muss ihr Kind abgeben. Navid tröstet sie dabei.
Auf der Afterballparty will sich Naomis Schwester an ihr rächen, dass das Haus voll ist, gibt sich als Naomis Nachbarin aus und erzählt Liam von Naomi, die angeblich alle seine Geheimnisse weitererzählt hat. Daraufhin schlafen Liam und Jen miteinander und Naomi kommt gerade dann ins Zimmer, als Liam sich wieder anzieht. Sie findet Annies Jacke auf dem Boden und denkt, dass Annie mit ihm geschlafen habe. Sie wirft sie aus ihrem Haus und auch die anderen Schüler sind noch sauer weil sie angeblich die Party verraten hat. Naomi weint sich bei ihrer Schwester aus. Annie verlässt wütend die Party und nimmt sich eine Flasche Alkohol mit. Ethan hat sich in Silver verliebt und muss es Dixon gestehen. Er ist sauer und Ethan verlässt die Party. Silver folgt ihm und er küsst sie.
Die erste Staffel endet damit, dass Annie mit dem Auto von der Party wegfährt. Es ist ungewiss, ob sie schon etwas von dem Alkohol getrunken hat. Sie schaut nur öfter auf die Flasche. Dabei übersieht sie einen Mann, der auf der Fahrbahn verletzt zurückbleibt während Annie Fahrerflucht begeht. Das Auto, welches Annie die ganze Zeit verfolgte, bleibt an der Unfallstelle stehen und man kann einen Aufkleber der West Beverly High sehen.

### Zweite Staffel
Drei Monate nach der Afterballparty in Naomis Haus, ist der Sommerunterricht – zu dem Dixon, Silver und Naomi, wegen Annies Anruf bei der Polizei, verdonnert worden sind – vorbei. Annie hat sich während der Sommerferien von den anderen stark distanziert. Als auch noch ein Nacktfoto von ihr auftaucht, fällt es sogar Dixon schwer, zu ihr zu halten. Naomi beichtet Adrianna und Silver, dass sie noch Gefühle für Liam hat. Als die Schule wieder anfängt, sucht Liam das Gespräch mit Naomi und erklärt, dass er und Annie nicht miteinander geschlafen haben. Naomi möchte daraufhin wissen, mit wem er geschlafen hat. Er verrät es ihr jedoch nicht, weil es ihre Schwester Jen war und Liam sie nicht noch mehr verletzen möchte. 
Des Weiteren kommt ein alter Bekannter von Adrianna an die West Beverly, Teddy Montgomery, mit welchem sie ihr erstes Mal erlebt hat. Navid ist deswegen zeitweilig eifersüchtig auf ihn. Derweil verabschiedet sich Adrianna von der Schauspielerei. Dixon lernt ein Mädchen namens Sasha kennen. Er lässt sie in dem Glauben, er sei im Musikgeschäft und in ihrem Alter. Später erfährt sie, dass er gelogen hat und will ihn nicht mehr sehen. Nach einigem Hin und Her kommen sie wieder zusammen. Als Dixon jedoch mit ihr Schluss machen will, gesteht Sasha ihm, dass sie schwanger von ihm sei. Er erzählt seinen Eltern davon und Debbie bemerkt, dass Sasha die Schwangerschaft nur vortäuscht, und warnt sie, dass sie sich von Dixon fernhalten solle. Infolgedessen ruft Sasha Dixon an und behauptet, dass sie eine Fehlgeburt erlitten habe und ihn nicht mehr sehen wolle. Am Ende erzählen ihm seine Eltern aber die Wahrheit, sodass Dixon mit Sasha abschließen kann. In der Zwischenzeit lernt Annie ihren Mitschüler Jasper Herman näher kennen und kommt schließlich mit ihm zusammen. Dieser ist der Neffe des Obdachlosen, den Annie überfahren hat. Navid sieht Adrianna Drogen von Jasper kaufen und behauptet daraufhin, dass er ein Drogendealer sei. Das Gerücht gelangt schließlich an Annies Eltern und sie verbieten ihr, sich mit ihm zu treffen. Infolgedessen stößt Jasper Navid in der Schule die Treppen hinunter. Navid kommt noch mit ein paar Knochenbrüchen davon, kann den Täter jedoch anfangs nicht identifizieren, kommt aber schließlich dahinter, dass es Jasper war.
Die West Beverly High hat ein Surf-Team eröffnet, bei dem unter anderem auch Dixon, Teddy und Liam eintreten. Ein neues Mitglied ist Ivy Sullivan, eine bekannte Surferin. Mit der Zeit verliebt sich Ivy in Liam. Silver und Kelly erfahren, dass ihre Mutter Krebs und nur noch drei Monate zu leben hat. Daraufhin zieht Silver wieder bei ihrer Mutter ein, um sich um sie zu kümmern. Kurz nachdem sich auch Kelly mit ihrer Mutter versöhnt hat, stirbt diese. Während Ryan und Jen ein Paar werden, kriselt es in der Ehe von Debbie und Harry, da er mehr Zeit mit Kelly als mit ihr verbringt. Naomi erfährt endlich, dass nicht Annie, sondern Jen mit Liam geschlafen hat. Auf einem Pferderennen haben es Liam, Teddy, Ivy und Dixon endlich geschafft, Jens Machenschaften aufzudecken. So kommt es zur Trennung zwischen Jen und Ryan und auch Naomi schließt mit ihr ab, die währenddessen wieder mit Liam zusammengekommen ist.
Der Winterball steht vor der Tür. Teddy möchte mit Silver hingehen, da er sich in sie verliebt hat, diese möchte aber nicht mit ihm hingehen. Schließlich gesteht Teddy ihr indirekt seine Liebe, doch sie erwidert diese nicht und es kommt später zu einem Kuss zwischen ihr und Dixon. Annie und Jasper gehen auch auf den Ball und Annie erfährt durch die anderen, dass das Gerücht, dass Jasper ein Drogendealer sei, wahr ist. Dieser gesteht nun Annie, dass er ein Drogendealer ist und Navid die Treppe hinuntergestoßen hat. Daraufhin möchte Annie, dass er sich von ihr fernhält. Dieser macht Annie jedoch darauf aufmerksam, dass sie auch Fehler gemacht hat; schließlich hat sie Jaspers Onkel überfahren.
Annie hat mit Jasper Schluss gemacht, doch dieser will die Trennung nicht akzeptieren und erpresst Annie erfolgreich damit, dass er sie bei der Polizei anzeigen wird, wenn sie nicht zu ihm zurückkehrt. Nach einigen Tagen bricht sie aber den Deal, weil er von ihr verlangt, Sex mit ihm zu haben. Sie verfasst ein Textdokument auf ihrem Laptop, in dem sie ihre Tat gesteht. Als Jasper ihr aber klarmacht, dass er sie nicht bei der Polizei melden wird, weil er sie zu sehr liebt, löscht Annie erleichtert das Dokument und bemerkt nicht, dass es abgespeichert wurde. Dadurch, dass er Annie verloren hat, entwickelt sich Jasper zum Stalker und will sich umbringen, was er allerdings nicht schafft. Infolgedessen wird er in eine Nervenklinik eingewiesen. Daraufhin freundet sich Annie zudem wieder mit Silver, Naomi und Adrianna an.
Dixon und Ivy fangen eine Scheinbeziehung an, doch allmählich entwickeln sie Gefühle füreinander. Adrianna kommt mit ihrer Klassenkameradin Gia, die beim Blaze arbeitet, zusammen. Auch Navid geht eine neue Beziehung ein. Die Beziehung von Ade und Gia geht aber zu Ende, da Gia sie mit ihrer Exfreundin betrügt. In der Schulband trifft Adrianna, die dort als Sängerin singt, auf Navids Freundin Lila. Er trennt sich aber von ihr, da er merkt, dass er noch Gefühle für Adrianna hat. Naomi wird aus dem Blaze – bei dem sie sich beworben hatte, um höhere Chancen bei der Aufnahme an die California University zu haben – geworfen, nachdem sie sich falsch gegenüber Mr. Cannon verhalten hat. So will Naomi nun alles daransetzen, wieder hineinzukommen, doch Mr. Cannon lässt nicht mit sich reden, sodass sie behauptet, er habe sie sexuell belästigt. Bei einer Verhandlung gesteht sie, dass sie gelogen hat. Er verzeiht ihr aber kurze Zeit später wieder. In der Zwischenzeit bekommt Liam Besuch von seinem leiblichen Vater, der gerade aus dem Gefängnis entlassen worden ist. Er nimmt das Geld, das er von Liam bekommen hat, und verschwindet aus der Stadt.
Auch Jen und ihr Ehemann Olivier kehren zurück nach Beverly Hills und bringen eine Überraschung mit sich; sie haben den Beach Club gekauft. Die beiden lassen sich jedoch scheiden und Jen kassiert 16 Millionen Dollar. Sie kauft Naomis Haus und kündigt ihre Kreditkarten. Naomi will Jen ein für alle Mal loswerden und folgt ihr bis ins Krankenhaus, wo sie erfährt, dass Jen schwanger ist. Jasper ist aus dem Krankenhaus entlassen worden und er und Annie verzeihen sich gegenseitig. Währenddessen wollen sich Debbie und Harry scheiden lassen. Dixon und Ivy fangen nun eine richtige Beziehung an. Nach langem Hin und Her fangen Silver und Teddy doch eine Beziehung an. Als Teddy jedoch ein Tennisspiel verliert und dadurch nicht mehr auf dem ersten Platz steht, trennt sich Silver von ihm, da sein Vater ihr die Schuld daran gibt. Silver und Dixon betrinken sich bei dem ersten Soloauftritt von Adrianna, was dazu führt, dass sie sich küssen. Gleich darauf beschließen sie allerdings es zu vergessen.
Im Staffelfinale beendet Liam die Beziehung zu Naomi. Adrianna hat einen Vertrag bei der Musikproduzentin Laurel Cooper – Ivys Mutter – unterschrieben und bekommt dadurch die Chance eine einjährige Tournee mit dem Sänger Javier, der auf sie steht, zu unternehmen. Naomi findet in Jens Tasche einen Vaterschaftstest des ungeborenen Kindes: Ryan ist der Vater. Dieser will auch für das Kind sorgen und es großziehen doch Jen weist ihn zurück. Navid und Adrianna gestehen sich, dass sie noch etwas füreinander empfinden und kommen schließlich, genau wie Silver und Teddy, zusammen. Liam hat sein Boot fertig gebaut und segelt mit Annie durch den Hafen. Annie erzählt Liam schließlich, dass sie diejenige war, die Joe Herman überfahren hat. Jasper beobachtet die beiden und brennt Liams Boot nieder, nachdem er Annie in Liams Armen liegen sieht. Liam sieht das und beginnt auf Jasper einzuschlagen, bis man nur noch Sirenen hört. Naomis Wagen springt an der Schule nicht an. Als sie sieht, dass in der Schule noch Licht brennt, geht sie hinein und trifft auf Mr. Cannon. Währenddessen holt Ryan sein Auto am Schulparkplatz ab und sieht Mr. Cannon und Naomi, als Ersterer gerade die Rollläden herunterlässt. Die beiden unterhalten sich eine Weile. Doch dann beginnt er Naomi näherzukommen und küsst sie sogar. Sie versucht zu fliehen, aber er hält sie auf, woraufhin er sie vergewaltigt.

### Dritte Staffel
Das letzte Schuljahr beginnt. Harry ist ausgezogen und hat eine neue Freundin. Annie hat wegen der Fahrerflucht eine Bewährungsstrafe erhalten, die bis zu ihrem 25. Geburtstag anhalten soll. Oscar, ein Freund von Ivy, wohnt nun bei ihr und zeigt viel Interesse an ihr. Er hat jedoch ein Verhältnis mit ihrer Mutter Laurel. Bei einem Erdbeben in der West Beverly, kommen die Erinnerungen von Naomis Vergewaltigung durch Mr. Cannon hoch und sie entschließt sich diese bei der Polizei zu melden, sie verrät ihren Vergewaltiger jedoch nicht. Auch ihren Freunden hat sie nichts davon erzählt. Teddy ist während des Erdbebens ein Schrank auf das Bein gefallen, er hat sich verletzt und kann nun nicht mehr Tennis spielen. Liam und Annie hatten im Sommer keinen Kontakt, weshalb Liam anfangs wütend auf Annie ist. Nach einem Vorstellungsgespräch für einen Praktikumsplatz, welches sie auch bekommt, küsst Liam Annie. Er bittet sie um ein Treffen, das aber völlig schiefläuft, woraufhin Annie keine Zukunft für ihre Beziehung zu Liam sieht. Kurze Zeit später trifft sie in einem Café auf Charlie. Dieser ist ihr sehr sympathisch, und es dauert nicht lange, bis die beiden sich näher kommen. Adrianna geht auf Tournee, wird jedoch von Javier rausgeschmissen, da er es nicht aushalten kann, dass sie mit Navid zusammen ist. Die beiden haben einen Unfall, den Javier nicht überlebt.
Mr. Cannon hat sich Silver als sein nächstes Opfer herausgesucht. Naomi gesteht Silver die Vergewaltigung, doch Silver denkt, es sei eine Lüge. Bald findet Silver aber heraus, dass Naomi die Wahrheit gesagt hat. Silver, Adrianna und Naomi haben zwischenzeitlich versucht, Mr. Cannon als Vergewaltiger zu outen; allerdings ohne Erfolg. Jen erfährt von der Vergewaltigung und möchte Naomi helfen, woraufhin sie versuchen eine Beziehung aufzubauen. Jen erzählt Ryan von Naomis Problem und er gesteht ihr, was er gesehen hat und möchte ihr ebenfalls helfen.
Als Liam vorübergehend bei den Wilsons einzieht, um Annie nahe sein zu können, stellt sich zum einen heraus, dass Annie noch Gefühle für ihn hat, und zum anderen, dass Charlie und Liam Halbbrüder sind. Liam jedoch möchte keinen Kontakt zu Charlie haben, da sie keine gute Vergangenheit haben. Dixon hat sich von Ivy getrennt, als er erfahren hat, dass seine Exfreundin Sasha HIV-positiv ist. Ivy jedoch erzählt er, dass er immer noch Gefühle für Sasha hegt. Während Dixon negativ getestet wird und schon bald seine Entscheidung bereut, sich von Ivy getrennt zu haben, verliert diese aus Verzweiflung und Einsamkeit ihre Unschuld an Oscar. Das kann ihr Dixon nicht verzeihen und sie bleiben getrennt. Oscar erzählt Ivy, dass er und ihre Mutter den ganzen Sommer lang eine Affäre hatten. Ivy ist unglaublich enttäuscht und wütend auf ihre Mutter und versucht ihr aus dem Weg zu gehen. Nach einem Vorfall mit Ivys Vater ist diese jedoch froh ihre Mutter zu haben und versöhnt sich mit ihr. 
Bei Jen haben die Wehen eingesetzt. Sie bringt einen Jungen zur Welt und es kommt zu einem Kuss zwischen ihr und Ryan. Sie tauft ihr Baby Jaques, was Ryan missfällt und ihn stattdessen Jack nennt. Debbie wird nach langer Arbeitssuche die neue Assistentin von Jen. Eine Reihe von unglücklichen Zwischenfällen bringen Jen schließlich dazu, zu glauben sie sei eine schlechte Mutter, weshalb sie aus Beverly Hills verschwindet. Daraufhin verbringen Ryan und Debbie viel Zeit miteinander und führen eine heimliche Beziehung. Naomi findet mit Oscar heraus, dass Mr. Cannon auf seiner alten Schule auch Mädchen vergewaltigt und unter dem Namen Douglas Atherton gelebt hat. Mit diesen Beweisen gehen Naomi und Oscar zur Polizei und zeigen ihn an. Die Polizei reagiert sofort, doch dieser ist aber schon längst über alle Berge. Navid hat derweil Familienprobleme: Sein Vater stellt Pornos mit Minderjährigen her. Navid ist deswegen so sauer auf ihn, dass er der Schülerbetreuerin davon erzählt. Diese zeigt schließlich Navids Vater an. Die Einzige, auf die er im Moment zählen kann, ist nicht Adrianna, sondern Silver, der er immer näher kommt. 
Teddy, der seit seinem Unfall immer mehr unter Alkoholproblemen leidet, verliert mehr und mehr die Kontrolle über sein Leben, was zu einer Liebesnacht mit Ian führt. Silver beendet die Beziehung zu ihm, wegen seines Alkoholkonsums und da dieser Ian vor aller Öffentlichkeit als Homosexuellen beschimpft. Teddy kann nach einigen Schwierigkeiten akzeptieren, dass er homosexuell ist, so werden Ian und er heimlich ein Paar. Nachdem Liam ein Mädchen von der West Beverly vor ihrem Exfreund verteidigt und dieser ihn aus Rache mit seinen Freunden zusammenschlägt, landet er im Krankenhaus. Dixon und Annie nehmen ihn wieder bei sich auf, und als Annie sich um ihn kümmert, gesteht er ihr seine Liebe. Annie erwidert seine Gefühle und sie schlafen miteinander. Adrianna hebt derweil immer mehr in ihrem Star-Rummel ab und verschwendet kaum einen Gedanken mehr daran, dass sie ihren Ruhm nur dem toten Javier zu verdanken hat, dem sie heimlich nach dem Unfall sein Songbuch gestohlen hat. Dessen geldgieriger Onkel Victor – und Javiers früherer Manager – outet sie schließlich im Internet als Diebin. Nachdem Navid Silver seine Gefühle für sie gesteht, kommt es auf Ades Party zu einem Kuss zwischen den beiden.
Naomi geht nach Hause und sie wird von Mr. Cannon an einen Stuhl gefesselt und schreibt Silver eine Nachricht von ihrem Handy aus, dass sie kommen soll. Daraufhin kommt diese zu Naomis Apartment, und Mr. Cannon fesselt auch Silver an einen Stuhl. Als dieser die zwei losbindet, um mit ihnen zur Bank zu fahren, um den Treuhandfonds von Naomi ausgezahlt zu bekommen, können sie ihn niederschlagen. Sie rufen die Polizei und er wird festgenommen. Navid macht mit Adrianna Schluss und kommt mit Silver zusammen. Ade findet heraus, dass er sie mit Silver betrogen hat. Sie rächt sich dadurch, dass sie ein Nacktbild von Silver an die Schüler der West Beverly sendet. 
Annie weiß nicht genau, wie sie damit umgehen soll, Charlie mit seinem eigenen Bruder betrogen zu haben, weshalb sie erst einmal auf Abstand zu Liam geht und den Kopf freibekommen will. Da passt es gerade gut, dass ihre Cousine Emily aus Kansas für ein paar Tage zu Besuch ist. Diese sieht sofort, dass es zwischen Annie und Liam knistert, und rät Annie, sich ihren wahren Gefühlen zu stellen. Diese möchte auch schließlich mit Liam zusammen sein, beendet deshalb die Beziehung zu Charlie, und am Ende kommen Liam und Annie zusammen. Emily, die mittlerweile Annies Aussehen kopiert, sie vor ihren Freunden schlecht macht, ihr eine Theaterrolle wegschnappt und ihr Liam ausspannen möchte, wurde von Annie und Liam ausgetrickst und ihre Machenschaften gegen Annie endlich aufgedeckt, woraufhin Emily nach Alaska zu ihrer Großmutter zieht. Ivy stürzt beim Surfen, Dixon sieht dies und rettet ihr Leben. Ihre Angst, und ihren Stress baut sie durch Drogen ab. Doch schon bald ist sie wieder „clean“, geht wieder regelmäßig in die Schule und fängt wieder das Surfen an. Sie lernt den krebskranken Raj aus dem College kennen, und die beiden werden ein Paar.
Naomi ist jetzt mit dem Streber Max zusammen, jedoch wollen beide die Beziehung verheimlichen, bis sie damit nicht mehr klarkommen und es öffentlich machen. Adrianna sinnt weiterhin auf Rache gegen Silver. Nach einigen Auseinandersetzungen zwischen den beiden gibt Adrianna vor, Silver verziehen zu haben; doch sie vertauscht Silvers Medikamente gegen ihre bipolare Störung mit normalen Tabletten. Durch ihre ständigen Stimmungsschwankungen, färbt sie sich die Haare rot und kriegt keinen Platz auf der NYU. Navid und Dixon machen sich zunehmend Sorgen um sie und bringen sie deshalb ins Memorial Hospital. Als Silver wieder nach Hause darf, erzählt ihr Adrianna, dass Navid sie geküsst hat, weshalb sie mit ihm Schluss macht. Teddy kommt mit dem Fußballspieler Marco zusammen, der arm ist und sich deshalb schämt. Nach circa fünf Monaten ist Jen wieder zurück.
Der Abschluss steht vor der Tür und Liam, und Annie haben derweil ihre Zukunft geplant, doch Liam möchte nicht mehr aufs College gehen, weshalb Annie mit ihm Schluss macht. Dieser hat einen Job auf dem Meer gefunden und wird für ein paar Monate auf dem Wasser verbringen. Sie bereut diese Entscheidung jedoch und sie kommen wieder zusammen. Raj macht Ivy einen Heiratsantrag, den diese auch annimmt. Auf der Junggesellenparty werden Adriannas Lügen aufgedeckt. Daraufhin kommen Silver und Navid wieder zusammen. Es folgt eine traditionelle indische Hochzeit. Naomi wird wegen Betrugs von der West Bev geworfen und kann somit nicht auf die CU gehen, um dort zu studieren. Es stellt sich jedoch heraus, dass Max betrogen hat, und seine Eltern schicken ihn von Naomi fort, Naomi bekommt deshalb ihren Abschluss. Naomi findet heraus, dass sie von ihm schwanger ist.

### Vierte Staffel
Naomi und Max erfahren, dass es sich bei der Schwangerschaft um einen Irrtum handelt. Max ist begeistert darüber, Naomi jedoch weniger – sie trennen sich. Navids 18-jährige Schwester Leila zieht bei ihm und Silver ein. Naomi kauft sich ein Haus und lernt den Sohn des Maklers, Austin, kennen. Ivy und Raj ziehen in ihr Gästehaus; ihm geht es immer schlechter. Naomi und Annie wollen einer Studentenverbindung in der California University beitreten, wo Naomi die Vorsitzende Holly kennenlernt. Holly demütigt Naomi, woraufhin sie einer anderen Verbindung beitritt und gemeinsam mit dieser gegen Holly ankämpft, während Annie Mitglied in Hollys Studentenverbindung, jedoch schon bald herausgeworfen wird. Diese lernt einen Jungen namens Jeremy kennen, und die beiden beginnen sich zu treffen. Sie erfährt jedoch, dass er der Enkel von Marla ist, die ihr nach ihrem Selbstmord ihr Geld vererben wollte. Er lässt das nicht zu und bekommt das Erbe. Liam ist zurück und macht Annie einen Heiratsantrag, den sie ablehnt. Er versucht es erneut, sie lehnt jedoch wieder ab. Daraufhin betrinkt er sich und kauft eine Strandbar. Adrianna, die immer noch von allen, außer von Dixon und Liam, gemieden wird, arbeitet nun als Barkeeperin in dieser. Man erfährt, dass ein Arbeitskollege und Freund von Liam, Jim, auf dem Boot gestorben ist, wofür er sich die Schuld gibt. Er verliebt sich in dessen Frau Jane und die beiden beginnen eine Beziehung. Jane erfährt, dass sie von Jim schwanger ist. Annie will der Beziehung mit Liam eine erneute Chance geben, erfährt jedoch von seinem Sommer und Jane. Die beiden trennen sich vorläufig.
Da Annie nun pleite ist, jobbt sie als Hostess. Dixon, der sein Studium nicht angetreten ist, möchte Songs produzieren. Um den Stress auszuhalten, fängt er an, Drogen zu konsumieren. Nachdem Naomi und Austin miteinander geschlafen haben, kommt unerwartet Max nach Beverly Hills zurück. Naomi versöhnt sich mit ihm, was Austin jedoch sehr missfällt. Adrianna lernt einen jungen Mann kennen und denkt, er sei ein Stalker. Es stellt sich jedoch heraus, dass er der angeblich verstorbene Ehemann von Jane ist. Kurze Zeit später entscheidet sich Jane für ihren Mann und die beiden verlassen die Stadt. Liams Bar läuft sehr schlecht, deshalb willigt er ein, mit Silver einen Werbespot zu drehen. Der Dreh verläuft alles andere als gut, doch am Ende schneidet Silver die Szenen so zusammen, dass Liam mit nacktem Oberkörper zu sehen ist. Daraufhin bekommt er eine Anfrage von einer Modelagentur. Obwohl er sich eigentlich in der Rolle als Model unwohl fühlt, werden seine Fotos ein Erfolg und er verdient viel Geld. Im Staffelfinale wird er auf seinem Motorrad von einem Auto angefahren.
Naomi möchte Austin an seinem Geburtstag in Las Vegas überraschen. Deshalb fliegen sie und der Rest spontan hin. Navid möchte seinen Onkel Amal auffliegen lassen, um Silver zurückzugewinnen. Er soll in Las Vegas ein Päckchen übergeben, weswegen er eine Polizistin kontaktier, die ihm helfen soll, seinen Onkel zu überführen. Das Päckchen stellt sich nur als Probe heraus, doch Silver sieht ihn, als er einen Kuss mit der Polizistin vortäuscht, damit sie nicht seine Verkabelung sieht und wendet sich von ihm ab.
Silver arbeitet für Marissa Harris-Young im Wahlkampf, Teddy für seinen konservativen Onkel, den Konkurrenten von Marissa. In Vegas überredet Silver ihn, seinen Freund Shane zu heiraten. Sie filmt die Hochzeit, doch schickt aus Versehen das Video von der Hochzeit an Marissas Wahlkampfbüro. Das Video wird veröffentlicht und Teddys Familie wendet sich endgültig von ihm ab. Als er auch noch erfährt, dass Silver Schuld an der Veröffentlichung trägt, ist er auch wütend auf sie, doch letztendlich verzeiht er ihr, bevor er mit seinem Freund nach Europa zieht, um dort als Tennislehrer zu arbeiten.
Raj bekommt nach einer Untersuchung das Ergebnis, dass sein Krebs nicht mehr da ist, und gerät daraufhin in einen Streit mit Ivy, weil diese nicht möchte, dass Raj weggeht, um Medizin zu studieren. Ivy ist zunächst beleidigt, hat dann aber doch vor, ihm zu verzeihen. Zwischenzeitlich hat Raj allerdings einen Anruf bekommen, dass er doch nicht geheilt ist. Er möchte sie nicht weiter in seine Krankheit mitreinziehen und gibt vor, nicht mehr mit ihr zusammen sein zu wollen, und beendet die Beziehung. Auf einer Benefizveranstaltung, bei der Spenden für Rajs Krebstherapie gesammelt werden sollen, will Naomi mit Max unbedingt gegen Austin gewinnen, doch sie übertreibt es, und Max trennt sich von ihr, weil er erkennt, dass er nie gut genug für sie sein wird. Dixon sollte eigentlich einen neuen Song als Hauptakt vorstellen, doch ihm geht es wegen seines Drogenkonsums sehr schlecht, und er kann nicht auftreten. Für ihn springt Adrianna ein, die einen selbstgeschriebenen Song am Klavier singt und entdeckt dadurch ihre Leidenschaft fürs Singen wieder.
Naomi soll als neue Vorsitzende des griechischen Rates, einer Organisation an der CU, eine Studentenparty der CU organisieren. Sie holt Holly mit dazu, und die Party wird fantastisch, allerdings ist auch offenes Feuer im Spiel, deshalb verliert Naomi ihren Vorsitz wieder. Die CU gewinnt mit der Party jedoch gegen vier andere Partys und deshalb bekommt sie ein 50.000 $ Stipendium. Auf der Party gibt es einen „Beichtstuhl“, in dem man jemanden eine Nachricht hinterlassen kann. Naomi hinterlässt eine für Austin, in der sie ihm gesteht, dass sie ihn liebt. Holly lässt aus Rache die Nachricht auf der öffentlichen Leinwand abspielen, doch Austin ist begeistert, und er und Naomi werden ein Paar.
Annie lernt bei ihrer Hosstessentätigkeit Patrick kennen, einen reichen Unternehmer. Sie verliebt sich in ihn und schläft mit ihm, aber nicht gegen Geld. Auf dem Ausflug nach Las Vegas sieht sie Patrick in einem Restaurant und möchte eigentlich schon zu ihm hingehen, doch dann kommt ein anderes Mädchen auf ihn zu, welches er küsst. Annie ist enttäuscht und stellt ihn zur Rede. Für Patrick war es von Anfang an klar, dass die Beziehung zwischen den beiden so ablaufen werde, und wenn Annie damit nicht klarkommt, will er sich nicht mehr länger mit ihr treffen. Annie möchte eigentlich nicht mehr mit Patrick zusammen sein, doch Dixon hat sich mittlerweile seine Drogensucht eingestanden und ist auf Entzug und Annie muss die Therapie finanzieren, da sie allen glaubhaft gemacht hat, dass sie Marlas Erbe bekommen hat. Also kehrt sie zu Patrick zurück und bittet ihn um Geld. Als Liam mitbekam, dass Annie sich an Patrick verkauft hat, sucht er nach Annie und wird von einem Auto angefahren, als er auf seinem Motorrad unterwegs ist. Das Erbe von Marla bekommt sie jedoch wieder und wird reich. Später beginnt sie eine Beziehung mit einem Priester, welche er jedoch auf Grund seines Glaubens beendet. Naomi lernt durch Annie P.J. kennen, der sehr reich ist, und verliebt sich auf den ersten Blick. Später verloben sie sich, weil P.J. sein Vermögen sonst verliert. Naomi löst die Verlobung jedoch wieder, als sie davon erfährt und sich nicht sicher sein kann, ob P.J. sie aus Liebe heiratet oder um sein Vermögen nicht zu verlieren.
Das Mädchen, Vanessa, die Liam überfahren hatte, hat der Polizei gesagt, dass es Fahrerflucht sei, da sie schon kriminell ist und viele falsche Identitäten hat. Sie lügt Liam eine Weile an, erzählt ihm aber dann, dass sie ihn angefahren hat, und er verzeiht ihr, da sie ihn glauben lässt, dass sie sich ändern wird. Nach mehreren Lügen von Vanessa trennt sich Liam von ihr und sie verschwindet mit dem Geld aus der Bar.
Silver hat erfahren, dass sie das Krebsgen in sich trägt, und möchte ein Kind bekommen. Allerdings möchte sie Navid, Liam oder Teddy als Vater für dieses. Navid lehnt es ab, Teddy stimmt jedoch zu. Doch Liam und Navid lieben Silver noch. Nachdem Raj seinem Krebsleiden erlegen ist, beginnt Ivy eine Beziehung mit dem Mexikaner Diego. Dieser sprüht Graffiti und soll abgeschoben werden. Letzten Endes flüchtet Ivy mit ihm.
Adrianna hat beschlossen, ohne Dixon nach Las Vegas zu fliegen. Dixon möchte dies allerdings nicht hinnehmen und fährt ihr hinterher. auf der Fahrt bittet er Navid am Handy Adrianna aufzuhalten, da er sie liebe. Während des Telefonates wird Dixons Auto von einem LKW erfasst und es bleibt fraglich, ob er überlebt hat.

### Fünfte Staffel
Da Adrianna sich betrogen fühlt, und nichts von dem Unfall weiß, fliegt sie mit Austin zu einem Konzert. Dort lernt sie den Club-Manager Taylor kennen und schläft mit ihm. Dixon überlebt seinen Autounfall, allerdings muss er für einige Wochen im Rollstuhl sitzen und sich einer Physiotherapie unterziehen, dabei lernt er den Querschnittsgelähmten Riley kennen, der sich komisch gegenüber Dixon verhält, weil er auf Annie steht. Nach einigem Hin und Her kommen die beiden zusammen und Riley möchte sich sogar einer Operation unterziehen, um wieder laufen zu können. Dabei kommt es jedoch zu Komplikationen und Riley stirbt. Nachdem Dixon die Physiotherapie erfolgreich beendet und er wieder laufen kann, erfährt er, dass Adrianna mit Taylor geschlafen hat und trennt sich von ihr.
Naomi wird von Madison als Weddingplanerin engagiert, doch Madisons Verlobter ist Max. Eigentlich ist es kein Problem für die beiden zusammenzuarbeiten, doch am Tag der Hochzeit gesteht Naomi Max ihre Liebe und dieser bläst die Hochzeit ab. Max und Naomi brennen durch und heiraten. Das missfällt jedoch Max’ bestem Freund, Alec, mit dem er eine Firma aufgebaut hat. Alec unternimmt mehrere Versuche die beiden zu trennen und letztlich lassen sich Naomi und Max wieder scheiden.
Silver will immer noch ein Baby, doch Teddy will ihr nicht das alleinige Sorgerecht geben, sondern selbst ein Vater für das Kind sein. Zum Schluss einigen sie sich, dass die Schwester von Teddys Freund, Michaela, die Leihmutter wird, denn für Silver ist es die einzige Chance, je ein Baby zu bekommen. Michaela wird tatsächlich schwanger, verliert das Baby jedoch am Ende der Staffel.
Im Serienfinale finden sowohl Adrianna und Navid wieder zueinander als auch Annie und Liam, welcher ihr einen Heiratsantrag macht, den sie diesmal annimmt. Silver hingegen erfährt, dass sie Krebs hat, und entscheidet sich, gegen diesen zu kämpfen. Naomi kommt mit dem Unternehmer Jordan zusammen und fliegt mit ihm nach Washington DC.

## Besetzung

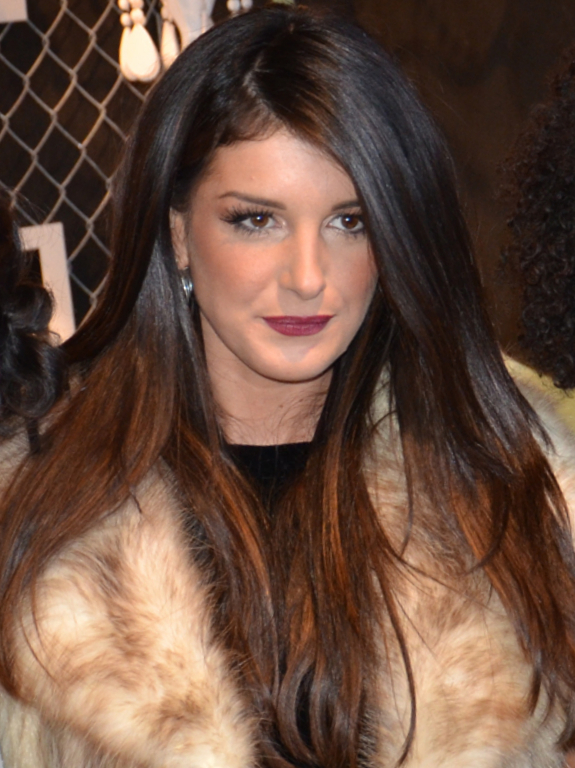
Shenae Grimes spielte Annie Wilson
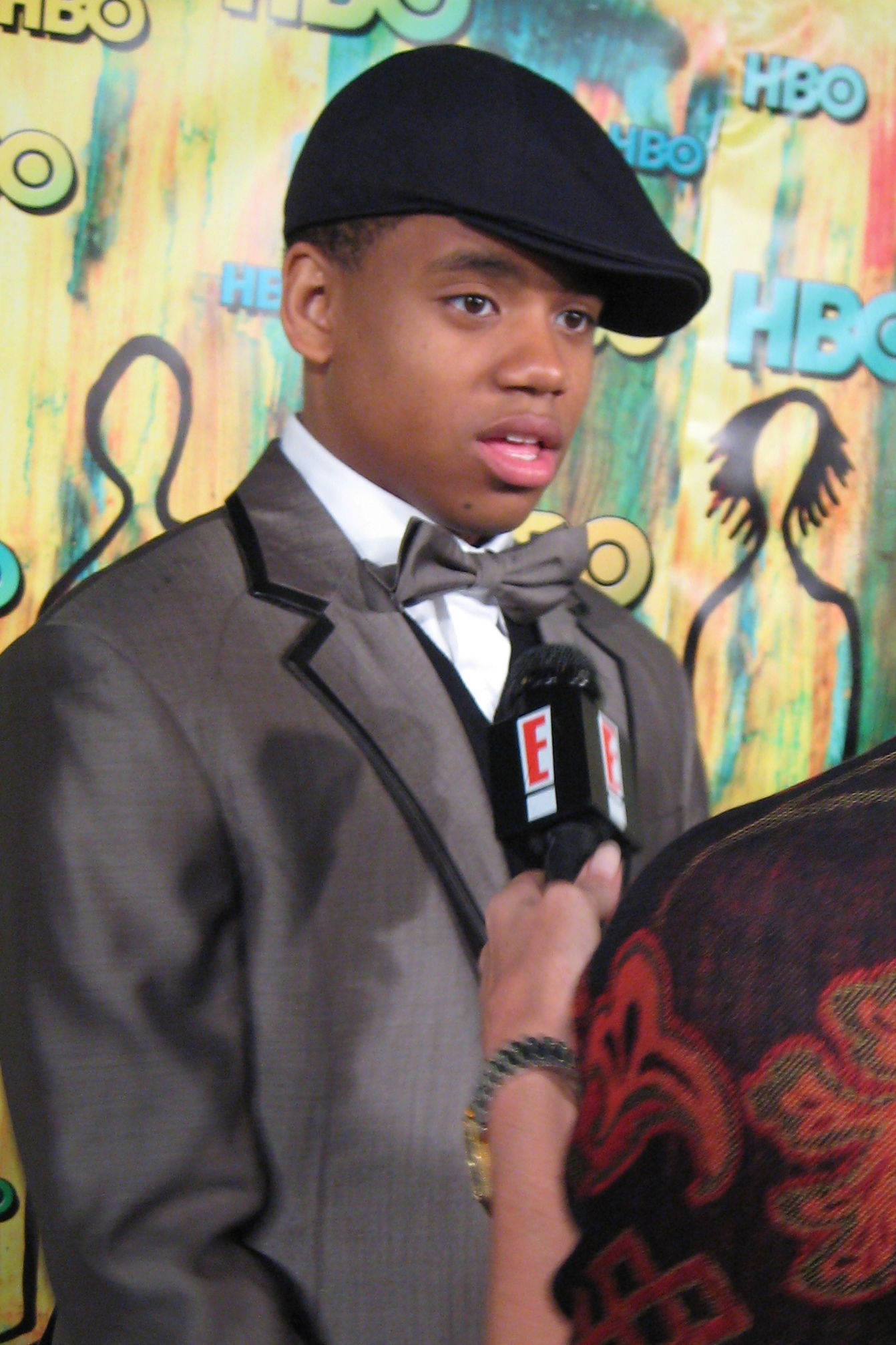
Tristan Wilds spielte Dixon Wilson
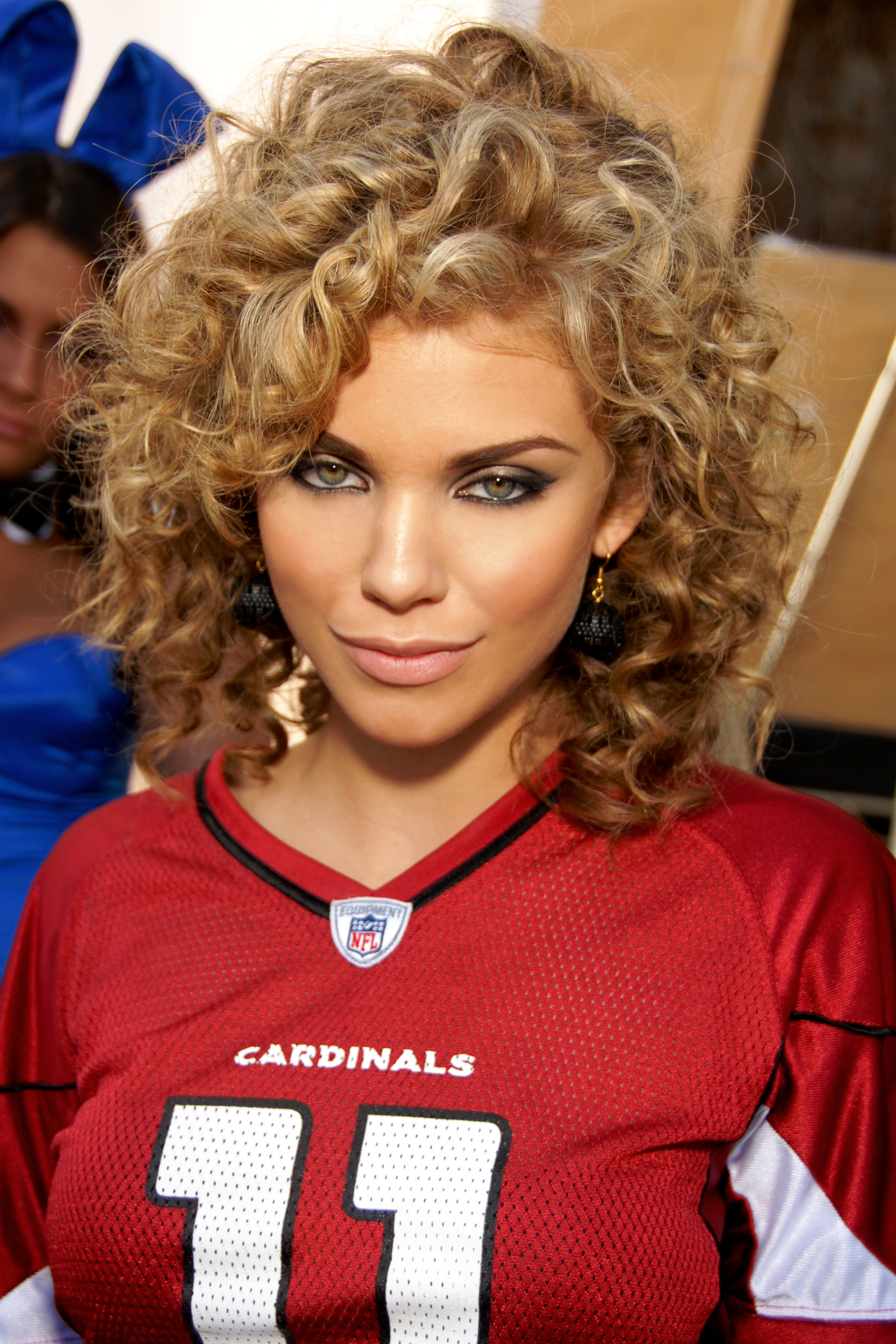
AnnaLynne McCord spielte Naomi Clark
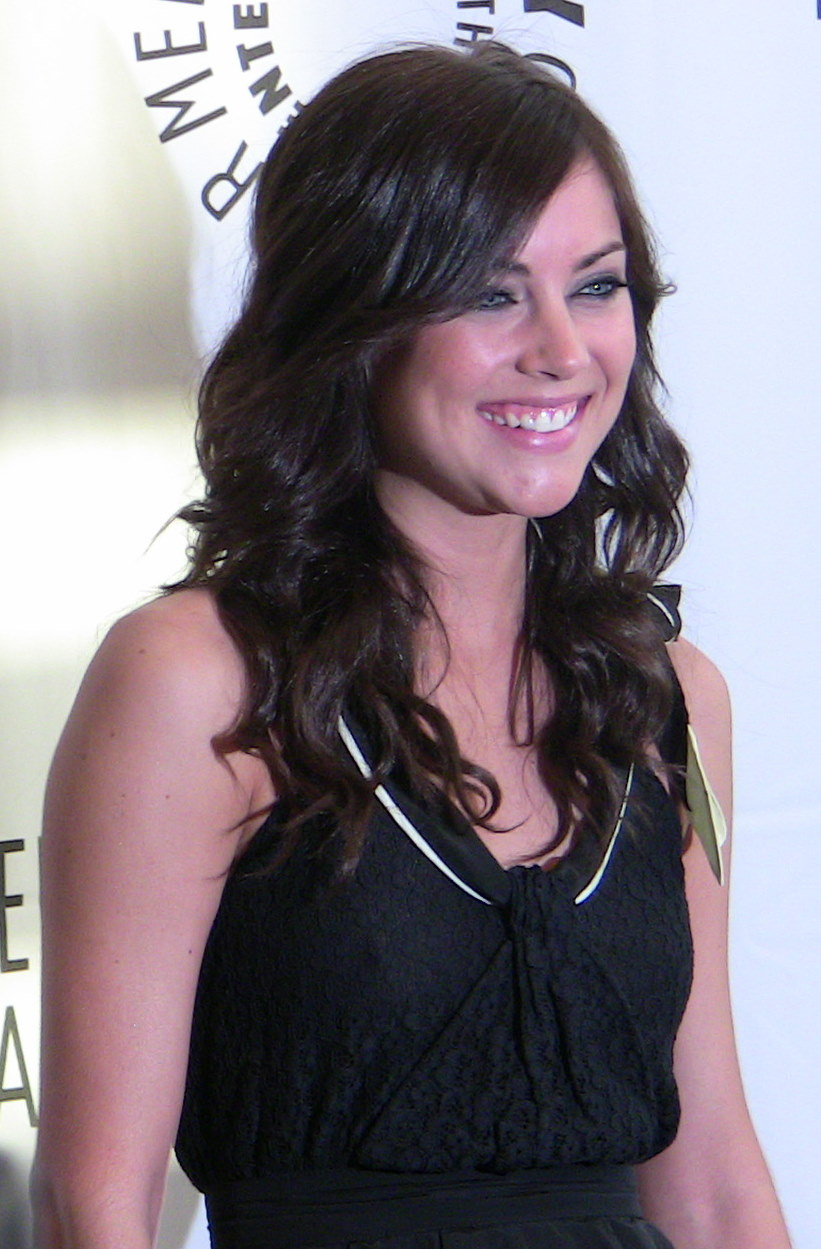
Jessica Stroup spielte Erin Silver
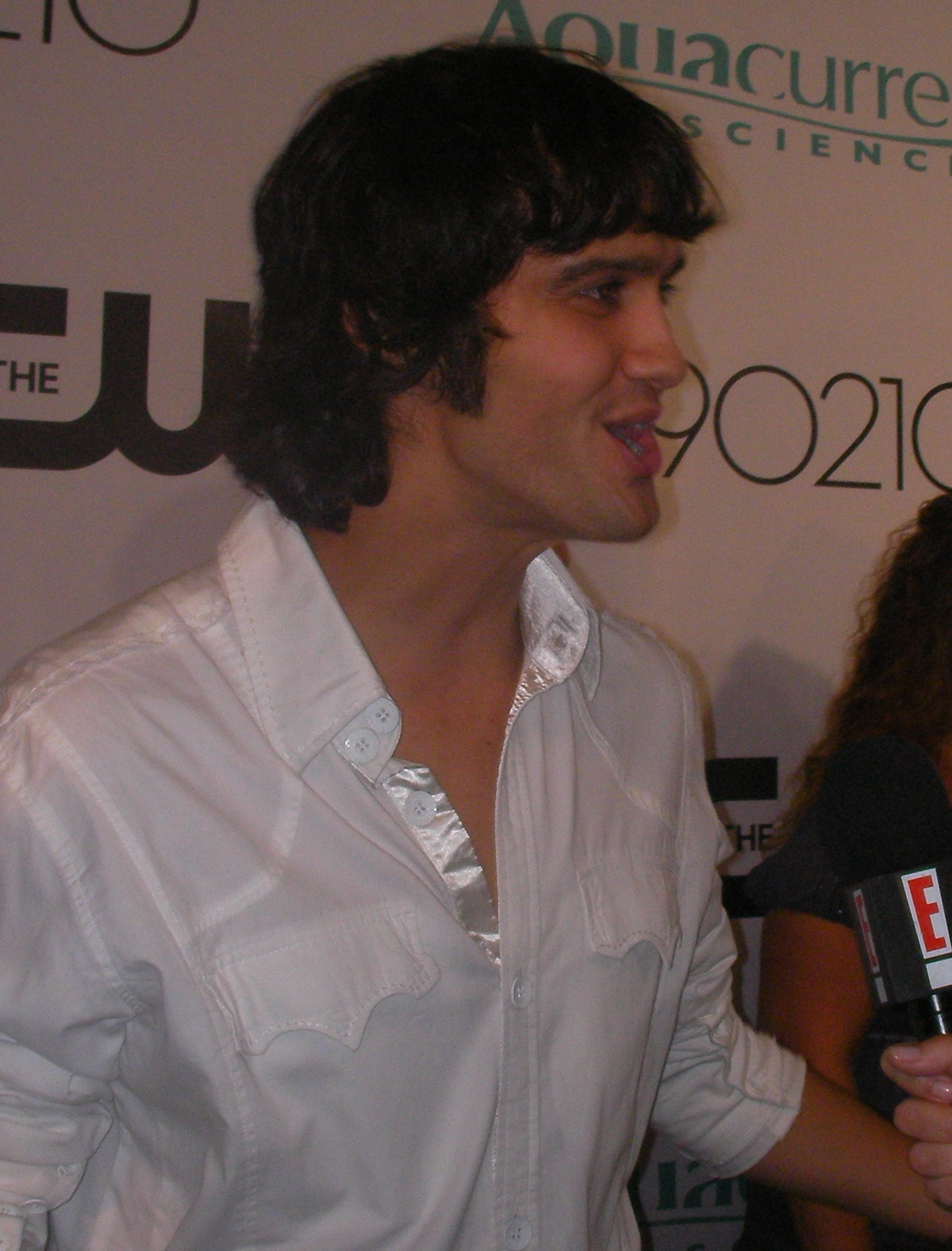
Michael Steger spielte Navid Shirazi
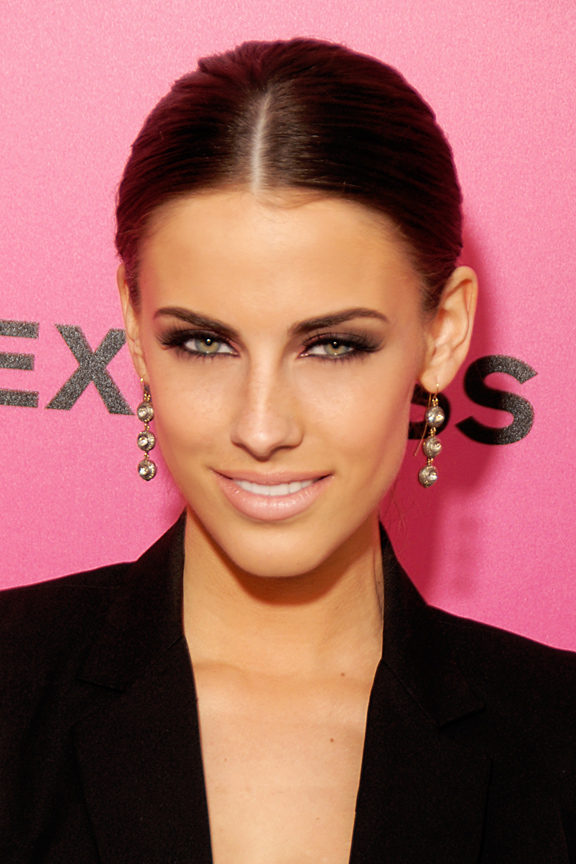
Jessica Lowndes spielte Adrianna Tate-Duncan
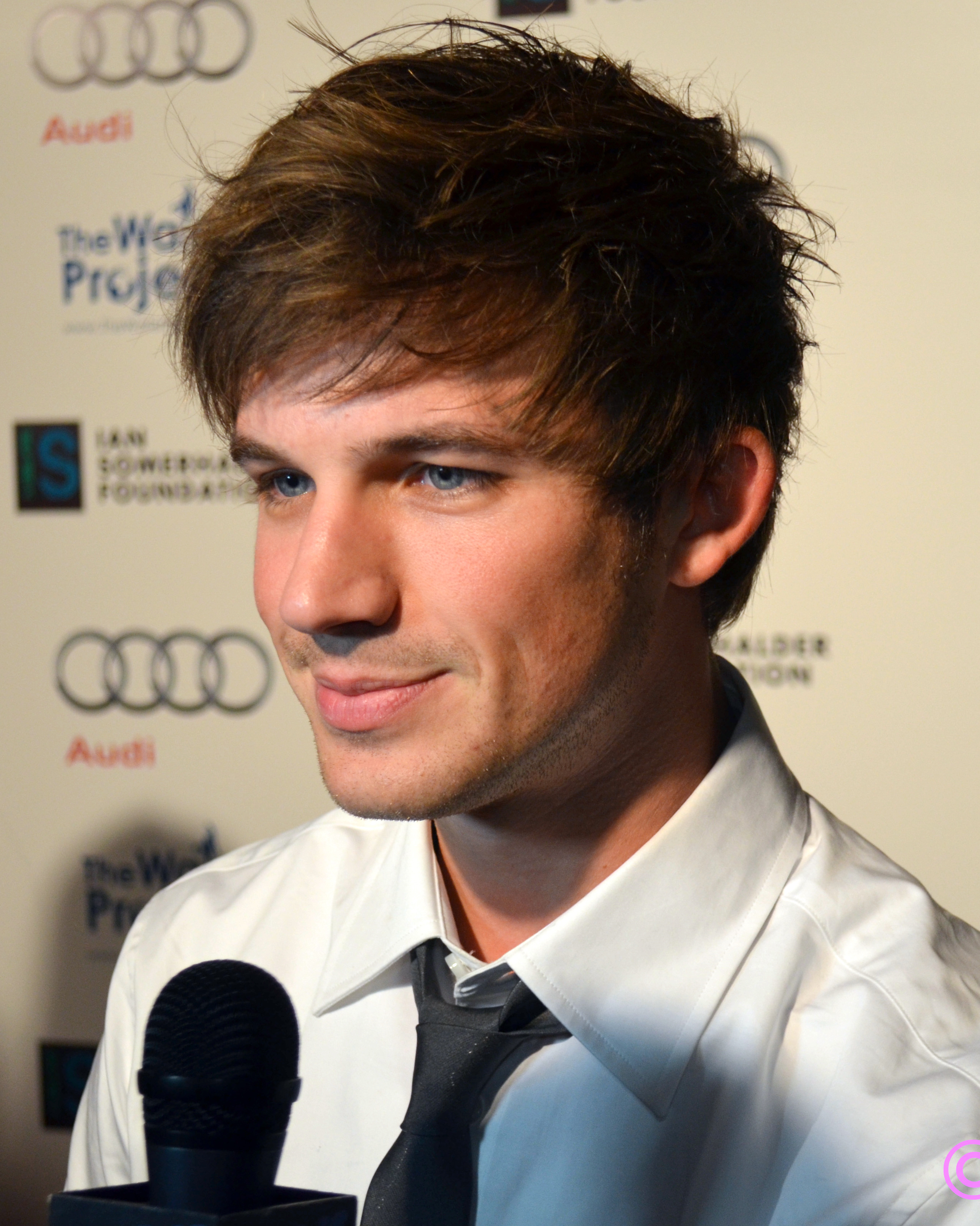
Matt Lanter spielte Liam Court
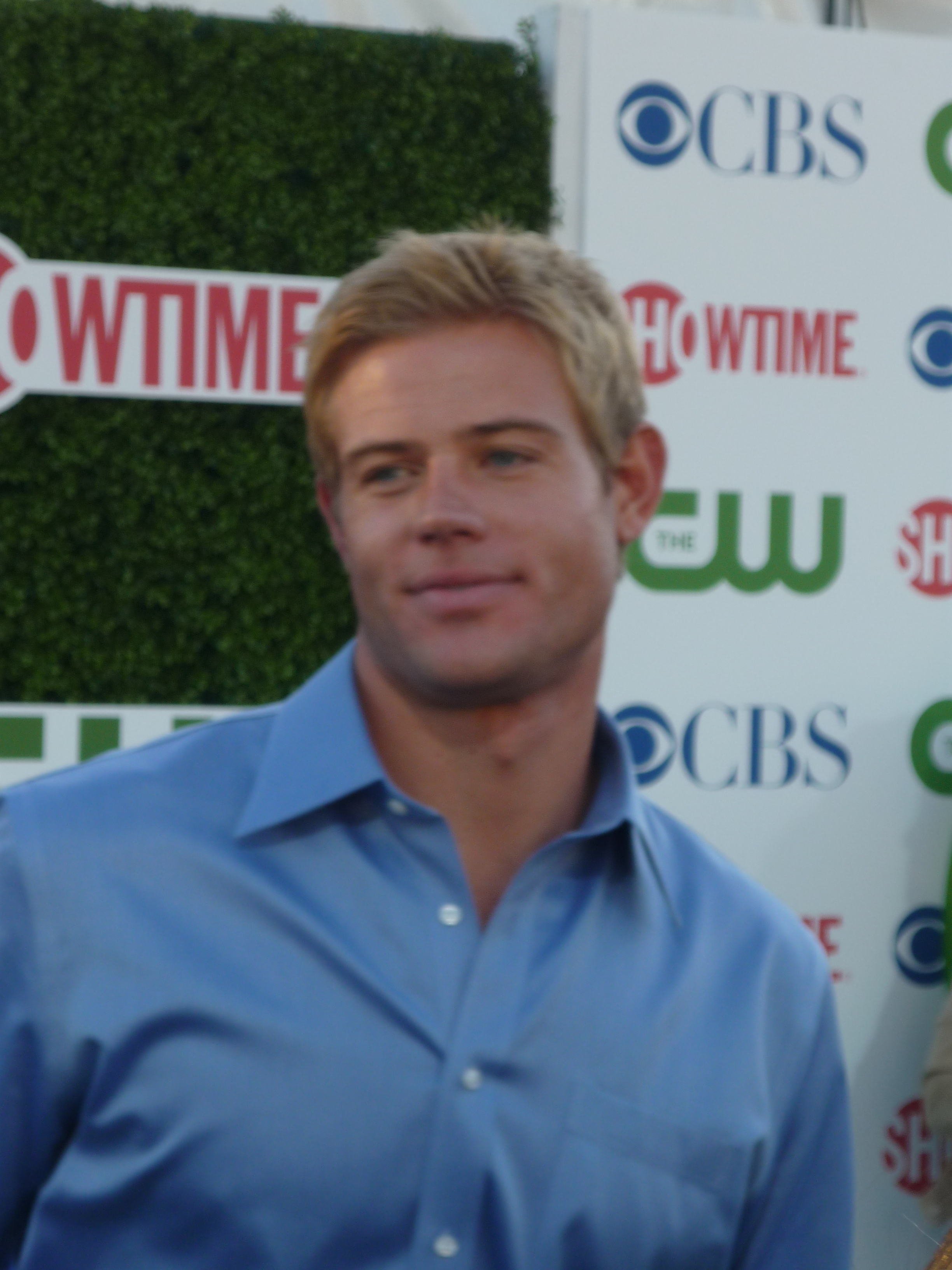
Trevor Donovan spielte Teddy Montgomery
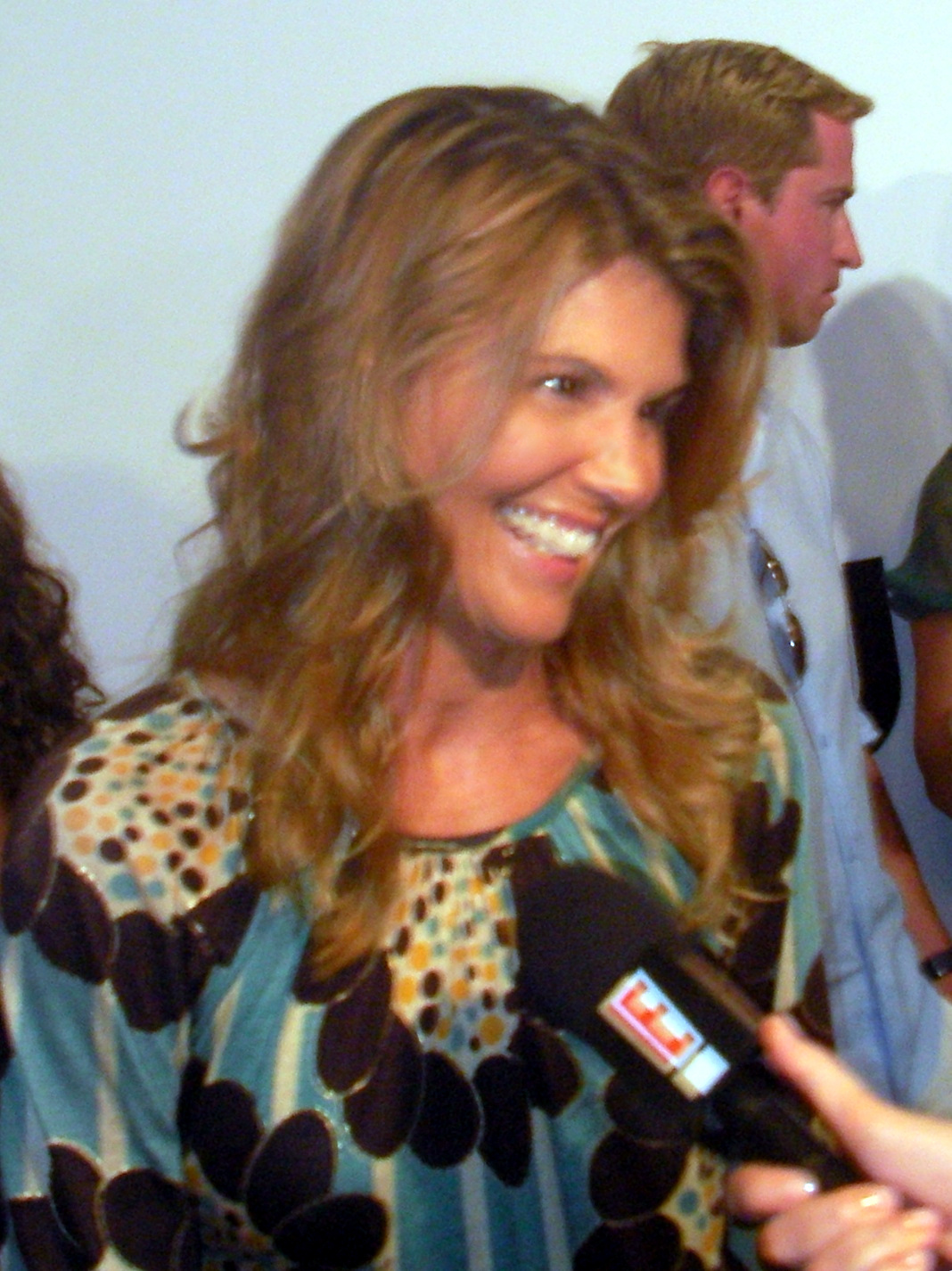
Lori Loughlin spielte Debbie Wilson
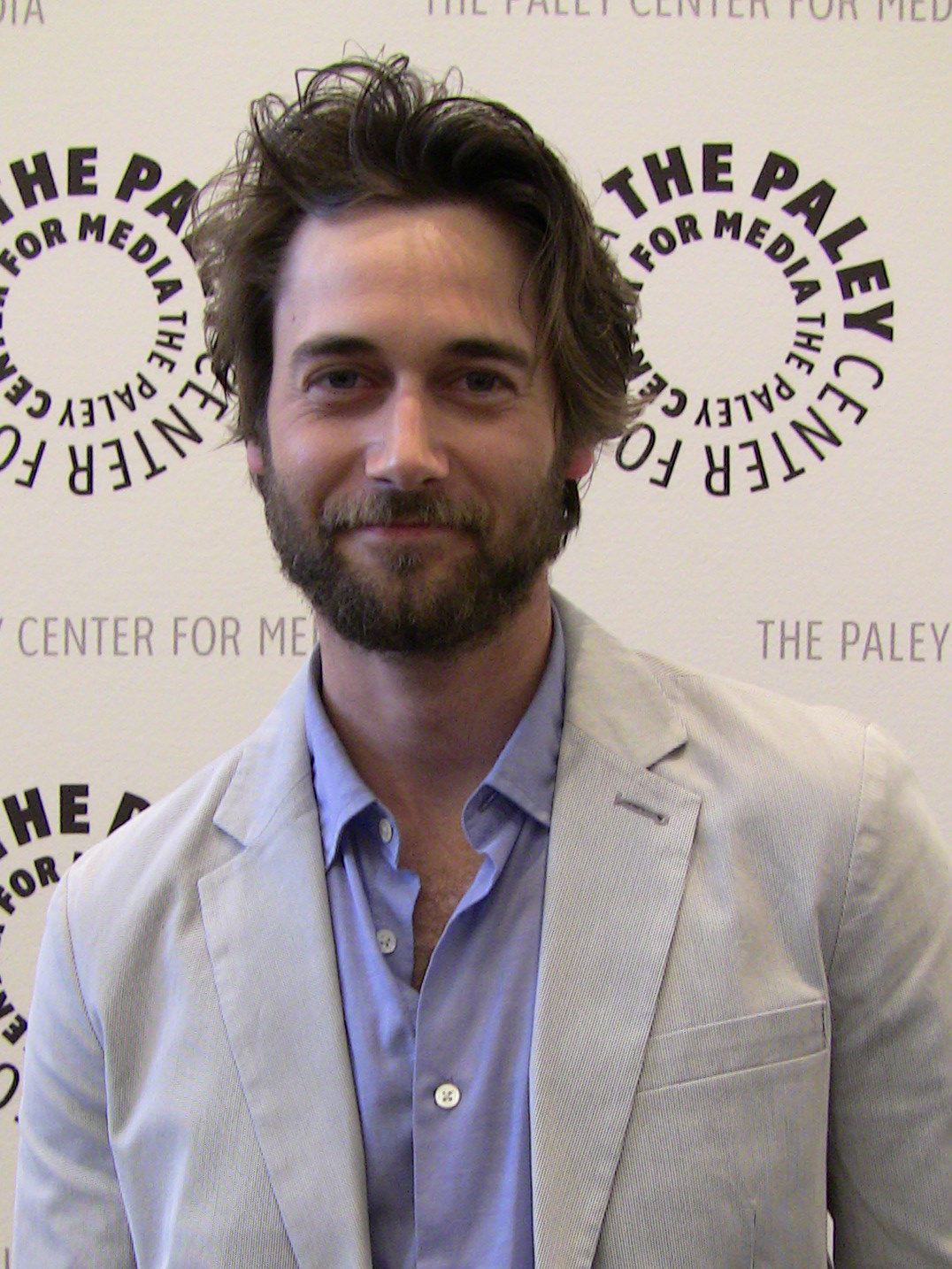
Ryan Eggold spielte Ryan Matthews
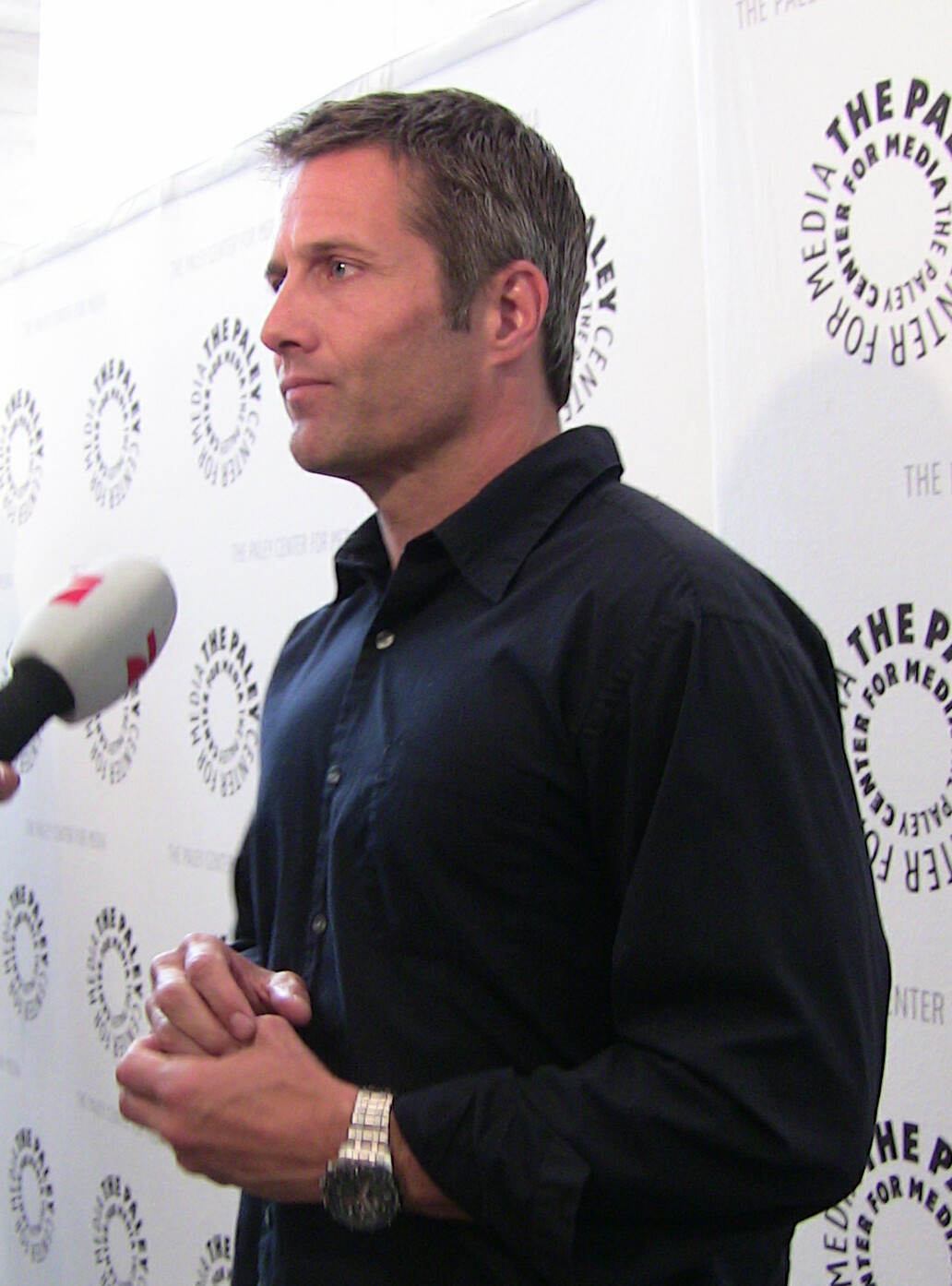
Rob Estes spielte Harry Wilson
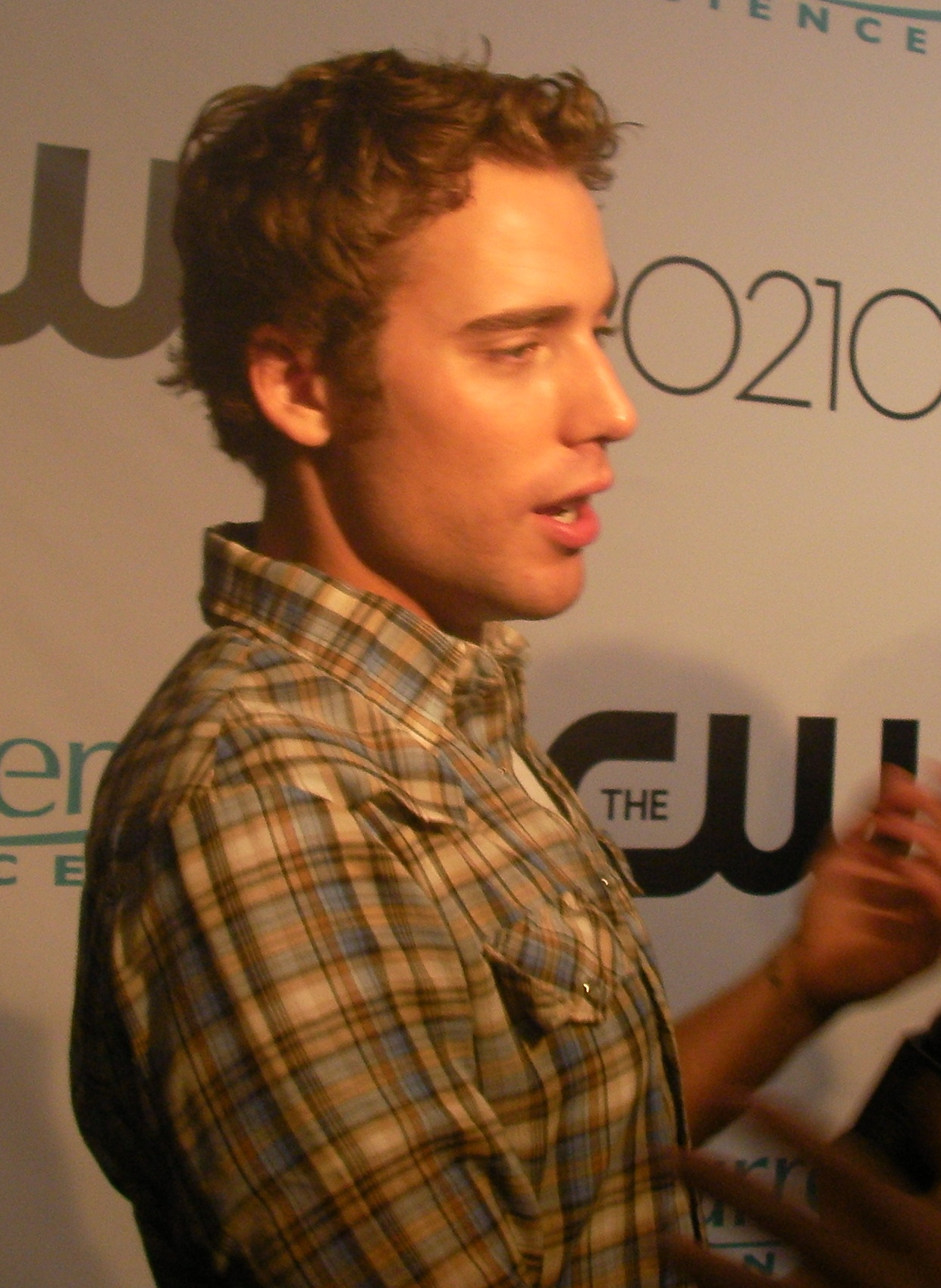
Dustin Milligan spielte Ethan Ward
Jessica Walter spielte Tabitha Wilson

Die Serie wurde bei der Bavaria Synchron vertont. Julia Haacke, Christine Roche und Kathrin Gaube schrieben die Dialogbücher, Ursula von Langen führte die Dialogregie.

### Hauptbesetzung
| Schauspieler     | Rollenname                  | Hauptrolle (Staffel) | Hauptrolle (Folge) | Nebenrolle (Staffel) | Nebenrolle (Folge) | Synchronsprecher        |
| ---------------- | --------------------------- | -------------------- | ------------------ | -------------------- | ------------------ | ----------------------- |
| Shenae Grimes    | Annie Wilson                | 1–5                  | 1–114              |                      |                    | Maren Rainer            |
| Tristan Wilds    | Dixon Wilson                | 1–5                  | 1–114              |                      |                    | Max Felder              |
| AnnaLynne McCord | Naomi Clark                 | 1–5                  | 1–114              |                      |                    | Marieke Oeffinger       |
| Jessica Stroup   | Erin „Silver“ Silver        | 1–5                  | 1–114              |                      |                    | Annina Braunmiller-Jest |
| Michael Steger   | Navid Shirazi               | 1–5                  | 1–114              |                      |                    | Benedikt Gutjan         |
| Jessica Lowndes  | Adrianna „Ade“ Tate-Duncan  | 1–5                  | 14–114             | 1                    | 1–13               | Shandra Schadt          |
| Lori Loughlin    | Debbie Wilson               | 1–3                  | 1–67               | 5                    | 93                 | Madeleine Stolze        |
| Ryan Eggold      | Ryan Matthews               | 1–3                  | 1–66               |                      |                    | Jakob Riedl             |
| Rob Estes        | Harrison „Harry“ Wilson     | 1–2                  | 1–46               |                      |                    | Frank Röth              |
| Dustin Milligan  | Ethan Ward                  | 1                    | 1–24               |                      |                    | Johannes Raspe          |
| Jessica Walter   | Tabitha Wilson              | 1                    | 1–13               |                      |                    | Maddalena Kerrh         |
| Matt Lanter      | Liam Court                  | 2–5                  | 25–114             | 1                    | 16–24              | Benedikt Weber          |
| Gillian Zinser   | Ivy Sullivan                | 3–4                  | 47–92              | 2                    | 31–46              | Gabrielle Pietermann    |
| Trevor Donovan   | Theodore „Teddy“ Montgomery | 3                    | 47–68              | 2, 4–5               | 25–46, 69–113      | Manou Lubowski          |

### Nebenbesetzung
| Schauspieler           | Rollenname                   | Staffel | Folge          | Synchronsprecher                                             |
| ---------------------- | ---------------------------- | ------- | -------------- | ------------------------------------------------------------ |
| Shaun Duke             | Omar Shirazi                 | 1–4     | 10–81          | Peyman Khadem-Saba                                           |
| Sara Foster            | Jennifer „Jen“ Clark         | 1–4     | 21–87          | Solveig Duda                                                 |
| Maeve Quinlan          | Constance Tate-Duncan        | 1–3     | 5–59           | Dorothea Anzinger                                            |
| Fabiana Udenio         | Atoosa Shirazi               | 1–3     | 10–61          | Susanne von Medvey                                           |
| Jennie Garth           | Kelly Taylor                 | 1–2     | 1–37           | Julia Haacke                                                 |
| David Chisum           | Greg                         | 1       | 20, 24         | Jochen Bendel                                                |
| Niall Matter           | Greg                         | 4       | 78–83          | Jochen Bendel                                                |
| Christina Moore        | Tracy Clark                  | 1, 5    | 1–12, 102      | Carin C. Tietze                                              |
| Adam Gregory           | Ty Collins                   | 1, 5    | 2–24, 103      | John-Alexander Döring                                        |
| James Patrick Stuart   | Charles Clark                | 1       | 1–22           | Mike Carl                                                    |
| Kellan Lutz            | George Evans                 | 1       | 1–13           | Stefan Günther                                               |
| Kelly Lynch            | Laurel Cooper                | 2–3     | 38–68          | Carin C. Tietze                                              |
| Hal Ozsan              | Miles Cannon                 | 2–3     | 40–58          | Martin Halm                                                  |
| Mekia Cox              | Sasha                        | 2–3     | 27–32, 50      | Sabine Bohlmann                                              |
| Amber Wallace          | Lila                         | 2–3     | 36–44, 63      | Katharina Iacobescu (Staffel 2) Jacqueline Belle (Staffel 3) |
| Zachary Ray Sherman    | Jasper Herman                | 2, 5    | 28–46, 100     | Patrick Roche                                                |
| Blake Hood             | Mark Driscoll                | 2       | 25–46          | Roman Wolko                                                  |
| Rumer Willis           | Gia Mannetti                 | 2       | 26–42          | Farina Brock                                                 |
| Josh Zuckerman         | Max Miller                   | 3–5     | 61–105         | Sebastian Höffner                                            |
| Manish Dayal           | Raj Kher                     | 3–4     | 62–87          | Manuel Straube                                               |
| Abbie Cobb             | Emily Bradford               | 3, 5    | 58–63, 100     | Katharina Iacobescu                                          |
| Lisa Waltz             | Katherine Upton              | 3       | 47–62          | Marina Köhler                                                |
| Blair Redford          | Oscar                        | 3       | 47–57          | Dominik Auer                                                 |
| Evan Ross              | Charlie Selby                | 3       | 48–59          | Tim Schwarzmaier                                             |
| Kyle Riabko            | Ian                          | 3       | 49–60          | Tobias Kern                                                  |
| Nestor Serrano         | Victor Luna                  | 3       | 49–58          | Leon Boden                                                   |
| Freddie Smith          | Marco Salazar                | 3       | 61–68          | Alex Turrek                                                  |
| Justin Deeley          | Austin Tallridge             | 4–5     | 69–93          | Dirk Meyer                                                   |
| Arielle Kebbel         | Vanessa Shaw                 | 4–5     | 80–102         | Katharina Schwarzmaier                                       |
| Ryan Rottman           | Shane                        | 4–5     | 73–79, 100–101 | Marc Stachel                                                 |
| Chris McKenna          | Patrick Westhill             | 4–5     | 74–80, 110–111 | Timothy Peach                                                |
| Anthony Azizi          | Amal Shirazi                 | 4       | 69–80          | Andreas Borcherding                                          |
| Cameron Goodman        | Bree                         | 4       | 70–91          | Farina Brock                                                 |
| Megalyn Echikunwoke    | Holly Strickler              | 4       | 70–82          | Caroline Combrinck                                           |
| Tiffany Hines          | Kat                          | 4       | 74–81          | Angela Wiederhut                                             |
| Yani Gellman           | Diego Flores                 | 4       | 84–92          | Keno Langbein                                                |
| Nick Zano              | Preston „P.J.“ Hillingsbrook | 4       | 84–89          | Pascal Breuer                                                |
| Robert Hoffman         | Caleb Walsh                  | 4       | 87–92          | Dominik Auer                                                 |
| Trai Byers             | Alec Martin                  | 5       | 93–101         | Stefan Günther                                               |
| Wes Brown              | Taylor Williams              | 5       | 93–98          | Thomas Darchinger                                            |
| Riley Smith            | Riley Wallace                | 5       | 94–104         | Alexander Brem                                               |
| Jessica Parker Kennedy | Megan Rose                   | 5       | 95–104         | Leslie-Vanessa Lill                                          |
| Natalie Morales        | Ashley Howard                | 5       | 99–106         | Caroline Combrinck                                           |
| Grant Gustin           | Campbell Price               | 5       | 104–113        | Patrick Roche                                                |
| Lyndon Smith           | Michaela                     | 5       | 105–113        | Anke Kortemeier                                              |
| Charlie Weber          | Mark Holland                 | 5       | 106–112        | Roman Wolko                                                  |
| Melissa Ordway         | Sydney Price                 | 5       | 108–114        | Jacqueline Belle                                             |
| Robbie Jones           | Jordan Welland               | 5       | 109–114        | Mike Carl                                                    |

### Gastbesetzung
| Schauspieler           | Rollenname              | Staffel | Folge                 | Synchronsprecher                                    |
| ---------------------- | ----------------------- | ------- | --------------------- | --------------------------------------------------- |
| Ann Gillespie          | Jackie Taylor           | 1–2     | 3, 18, 29–30, 33–34   | Angelika Bender                                     |
| April Parker Jones     | Dana Bowen              | 1–2     | 19, 38–40             | Dagmar Dempe                                        |
| Joe E. Tata            | Nat Bussichio           | 1       | 1–2, 4                | Thomas Rauscher                                     |
| Shannen Doherty        | Brenda Walsh            | 1       | 2, 4–6, 11–12, 24     | Stephanie Kellner                                   |
| Josh Henderson         | Sean Cavanaugh          | 1       | 10–12                 | Manuel Straube                                      |
| Aimee Teegarden        | Rhonda Kimble           | 1       | 15–17                 | Farina Brock                                        |
| Tori Spelling          | Donna Martin            | 1       | 19–20                 | Christine Stichler                                  |
| Diego Boneta           | Javier Luna             | 2–3     | 44–47, 68             | Julian Manuel                                       |
| Sarah Danielle Madison | Colleen Sarkossian      | 2, 4    | 26, 28–29, 40, 45, 78 | Kathrin Simon (Staffel 2) Dana Geissler (Staffel 4) |
| John Schneider         | Jeffrey Sarkossian      | 2       | 26, 28–29, 40, 43     | Walter von Hauff                                    |
| Scott Patterson        | Finnigan „Finn“ Court   | 2       | 42–44                 | Gudo Hoegel                                         |
| Ryan O’Neal            | Spence Montgomery       | 2       | 43–45                 | Reinhard Glemnitz                                   |
| Claudia Black          | Guru Sona               | 3       | 59–61                 | Sandra Schwittau                                    |
| Sally Kellerman        | Marla Templeton         | 3       | 65–66                 | Doris Gallart                                       |
| Michelle Hurd          | Rachel Gray             | 4–5     | 79–82, 92, 104        | Claudia Urbschat-Mingues                            |
| Matt Cohen             | Jeremy                  | 4       | 69–70, 79–80          | Roman Wolko                                         |
| Brandy Norwood         | Marissa Harris-Young    | 4       | 73–77                 | Kathrin Simon                                       |
| Billy Ray Cyrus        | Judd Ridge              | 4       | 76, 90                | Thomas Amper                                        |
| Peyton List            | Lindsey Beckwith        | 5       | 95–98                 | Claudia Schmidt                                     |
| Keke Palmer            | Elizabeth Royce Harwood | 5       | 110–113               | Marcia von Rebay                                    |

## Produktion
Am 13. März 2008 gab die Zeitschrift The Hollywood Reporter bekannt, dass ein Ableger der Serie Beverly Hills, 90210 unter Leitung des ehemaligen Produzenten von Veronica Mars, Rob Thomas, in Entwicklung sei. Des Weiteren wurde publiziert, dass der Schöpfer der Originalserie, Darren Star, beim Projekt nicht mitarbeiten werde. Im März startete der Sender The CW die Castings für die Produktion.
Da Rob Thomas für eine Dramaserie des Senders ABC engagiert wurde, übergab er am 15. April 2008 Jeff Judah und Gabe Sachs die Leitung der Produktion. Im Juni 2008 bestellte der Sender The CW schließlich 13 Episoden der Serie und stellte die ersten Mitglieder des Casts in der Programmplanung für Herbst 2008 vor. Außerdem wurde im Laufe des darauffolgenden Sommers bekannt, dass die beiden Darsteller Jennie Garth und Shannen Doherty, bereits bekannt durch Beverly Hills, 90210, in Gastrollen auftreten würden.
Im September 2008 wurde die Anzahl der bestellten Episoden auf 22 Folgen für die erste Staffel erhöht. Einen Monat später wurden zwei weitere in Auftrag gegeben. 90210 wurde erstmals am 2. September 2008 auf dem kanadischen Fernsehsender Global und nach einer Verzögerung auch in den USA auf dem Network-Fernsehsender The CW erstausgestrahlt. Bei The CW in den USA wurde der Pilot von 4,9 Millionen Zuschauern verfolgt.
Im März 2013 wurde bekannt, dass die Serie mit dem Finale der fünften Staffel enden wird.

## Ausstrahlung

### Vereinigte Staaten
In den USA wurde die Serie erstmals am 2. September 2008 auf dem Network The CW ausgestrahlt und erreichte damit 4,9 Millionen Menschen. Das Finale der ersten Staffel wurde am 19. Mai 2009 ausgestrahlt. Die zweite Staffel wurde vom 8. September 2009 bis zum 18. Mai 2010 ausgestrahlt. Die dritte Staffel wurde vom 13. September 2010 bis zum 16. Mai 2011 auf The CW ausgestrahlt und eine vierte wurde am 26. April 2011 bestellt. Die Ausstrahlung der vierten Staffel lief vom 13. September 2011 bis zum 15. Mai 2012. Die Staffel wurde nach kurzer Zeit von 22 auf 24 Episoden aufgestockt.
Im Mai 2012 wurde die Serie um eine 22 Episoden umfassende fünfte Staffel verlängert, deren Ausstrahlung am 8. Oktober 2012 begann. Das Serienfinale wurde am 13. Mai 2013 gesendet.

### Deutschland
In Deutschland hat sich die Sendergruppe ProSiebenSat.1 Media die Rechte gesichert. ProSieben zeigte vom 18. April bis zum 15. August 2009 18 Episoden der ersten Staffel in deutschsprachiger Erstausstrahlung. Die Ausstrahlung wurde wegen fehlenden Erfolges eingestellt und eine Weiterführung auf ProSieben erfolgte aus diesem Grund nicht mehr.
Nachdem ProSieben die Ausstrahlung der ersten Staffel vorzeitig beendete, strahlte der selbsternannte Frauensender sixx, welcher ebenfalls zur Sendergruppe ProSiebenSat.1 Media gehört, die erste Staffel zwischen dem 10. Mai und dem 27. September 2010 aus. Die zweite Staffel wurde vom 10. Januar bis zum 27. Juni 2011 auf sixx gezeigt. Die dritte Staffel war vom 28. November 2011 bis zum 16. April 2012 auf sixx zu sehen, während die Ausstrahlung der vierten Staffel ab dem 3. September 2012 erfolgte.
Die fünfte Staffel strahlte sixx zwischen dem 18. März und dem 2. September 2013 aus.

### Österreich
In Österreich strahlte ORF eins die erste Staffel vom 25. April bis 24. Oktober 2009 aus. Weil ProSieben die Serie absetzte, zeigte der Sender die letzten sechs Folgen in deutschsprachiger Erstausstrahlung. Die zweite Staffel war ab dem 18. Juni 2011 auf ORF eins zu sehen. Die Ausstrahlung der dritten Staffel erfolgte vom 23. März bis zum 12. Oktober 2013 auf ORF eins. Die vierte Staffel sendete ORF eins ab dem 15. März 2014 und die fünfte Staffel strahlte der Sender vom 7. Februar bis zum 3. Oktober 2015 aus.

### Übersicht
| Staffel | Episoden | Ausstrahlung (The CW)               | Ausstrahlung (ProSieben)                     | Ausstrahlung (ORF eins)           | Ausstrahlung (sixx)                  |
| ------- | -------- | ----------------------------------- | -------------------------------------------- | --------------------------------- | ------------------------------------ |
| 1       | 24       | 2. September 2008 bis 19. Mai 2009  | 18. April bis 15. August 2009 (bis Folge 18) | 25. April bis 24. Oktober 2009    | 10. Mai bis 27. September 2010       |
| 2       | 22       | 8. September 2009 bis 18. Mai 2010  |                                              | 18. Juni 2011 bis 28. Januar 2012 | 10. Januar bis 27. Juni 2011         |
| 3       | 22       | 13. September 2010 bis 16. Mai 2011 |                                              | 23. März bis 12. Oktober 2013     | 28. November 2011 bis 16. April 2012 |
| 4       | 24       | 13. September 2011 bis 15. Mai 2012 |                                              | 15. März bis 8. November 2014     | 3. September 2012 bis 11. März 2013  |
| 5       | 22       | 8. Oktober 2012 bis 13. Mai 2013    |                                              | 7. Februar bis 3. Oktober 2015    | 18. März bis 2. September 2013       |

## DVD-Veröffentlichung
Vereinigte Staaten
- Staffel 1 erschien am 11. August 2009
- Staffel 2 erschien am 24. August 2010
- Staffel 3 erschien am 30. August 2011
- Staffel 4 erschien am 2. Oktober 2012
- Staffel 5 erschien am 8. Oktober 2013

Großbritannien
- Staffel 1 erschien am 17. August 2009
- Staffel 2 erschien am 6. September 2010
- Staffel 3 erschien am 15. August 2011
- Staffel 4 erschien am 1. Oktober 2012
- Staffel 5 erschien am 14. Oktober 2013

Deutschland
- Staffel 1 erschien am 6. Mai 2010
- Staffel 2 erschien zweigeteilt am 7. November 2013
- Staffel 3 erschien zweigeteilt am 6. Februar 2014

Australien
- Staffel 1 erschien am 7. April 2011
- Staffel 2 erschien am 21. Juli 2011
- Staffel 3 erschien am 18. Juli 2012
- Staffel 4 erschien am 6. März 2013
- Staffel 5 erschien am 5. März 2014

## Trivia
- Rob Estes (Harry Wilson) spielte bereits die Rolle des Kyle McBride in Melrose Place, dem ersten Spin-off zu Beverly Hills, 90210.
- Der Titel der Pilotfolge „We’re Not in Kansas Anymore“ spielt auf ein Zitat aus dem Kinderbuch Der Zauberer von Oz an.
- Jason Priestley, der in der Originalserie Brandon Walsh spielte, ist für eine Folge als Regisseur tätig gewesen.
- CBS Paramount Network Television gab im Frühjahr 2009 die Produktion eines Piloten zu einem Spin-off zu Melrose Place in Auftrag.